# Yacas
Yacas（['jækəs]）是一個數學代數系統。它的全名為Yet Another Computer Algebra System。Yacas是自由軟體，它的版權聲明為GPL。
YACAS可以作數學代數運算、解方程式，或作高精確度的數值計算（可以精確到你指定的任何小數位數）。